# Anthony Sauthier
Anthony Sauthier (* 5. Februar 1991 in Saxon) ist ein Schweizer Fussballspieler, der seit 2022 bei Yverdon-Sport FC spielt.

## Karriere
Seine Karriere begann beim Servette FC Genève. Im Jahr 2009 wechselte er zum FC Sion. Nachdem er in Sion unerwünscht war, wechselte er wieder zurück zu Servette, wo er zunächst auf Leihbasis spielte. 2015 wechselte er fest zu den Genfern. In der Saison 2016/17 wurde er zum Kapitän von Servette, bis zur Saison 2021/22.
Nach neun Jahren bei Servette verliess Sauthier den Verein in Richtung Yverdon-Sport FC.